# Sojuz 21
Sojuz 21 è la denominazione di una missione della navicella spaziale Sojuz verso la stazione spaziale sovietica Saljut 5 (ALMAZ 3). Si trattò del ventesimo volo equipaggiato di questa capsula, del trentottesimo volo nell'ambito del programma Sojuz sovietico nonché del primo volo equipaggiato verso la predetta stazione spaziale.

## Equipaggio
- Boris Valentinovič Volynov (secondo volo), comandante
- Vitalij Michajlovyč Žolobov (primo volo), ingegnere di bordo

## Missione
Si trattò di una missione eseguita principalmente per testare la stazione spaziale di carattere militare. Fecero parte dei vari esperimenti condotti durante la missione l'osservazione della Terra mediante uno spettrografo manuale, la registrazione di immagini fotografiche usando diverse pellicole in bianco e nero o a colori, '’uso di un telescopio a raggi infrarossi, collegamenti via radio per la trasmissione di notizie fuori dal raggio d'azione delle stazioni di contatto a terra grazie all'uso di un satellite artificiale del tipo Molnija, nonché esperimenti per la navigazione autonoma della stazione mediante l'aiuto del sistema astrometrico. L'equipaggio si trovò a bordo della stazione spaziale esattamente in concomitanza con la manovra militare dell'Armata Rossa eseguita in Siberia denominata "Sibir". I cosmonauti dovettero osservare tale manovra militare dalla stazione spaziale per accertare l'affidabilità della stazione stessa per il suo impegno di carattere militare, cioè per un eventuale uso quale stazione di spionaggio. Non venne comunque tralasciato di eseguire degli esperimenti di base per ottenere risultati relativi a questioni medico-biologiche collegate alla permanenza prolungata nello spazio. Tra queste bisogna particolarmente evidenziare le ricerche effettuate su Guppy (piccoli pesciolini portati nello spazio in un apposito acquario), i tentativi di seminazione con delle piante e l'esperimento chiamato "Levkoje" per la misurazione del volume del cuore. Inoltre vennero eseguiti degli esperimenti per lo sviluppo artificiale di cristalli, un collegamento via TV con un istituto scolastico, nonché delle osservazioni solari. Siccome non fu raggiunta una durata di questa missione paragonabile con la durata di precedenti voli, si mormora e si specula su eventuali ragioni che hanno comportato un'interruzione della missione con rientro a terra in anticipo sui piani di volo. Queste speculazioni vanno da gas tossici che si sarebbero sviluppati all'interno della stazione spaziale in seguito ad un incendio fino a problemi di carattere psichico ("malattia dello spazio" o nostalgia di casa del cosmonauta Žolobov) che sarebbero stati causa dell'interruzione.

## Ulteriori dati di volo
- Aggancio alla Saljut 5: 7 luglio 1976, 13:40 UTC
- Distacco dalla Saljut 5: 24 agosto 1976, 15:12 UTC

I parametri sopra elencati indicato i dati pubblicati immediatamente dopo il termine della fase di lancio. Le continue variazioni ed i cambi di traiettoria d'orbita sono dovute alle manovre di aggancio. Pertanto eventuali altre indicazioni risultanti da fonti diverse sono probabili ed attendibili in considerazione di quanto descritto.